# O Gatola da Cartola Tem de Tudo na Cachola
O Gatola da Cartola Tem de Tudo na Cachola (no original em inglês: The Cat in the Hat Knows a Lot About That! e em Portugal: O Gato da Cartola) é uma série de desenho animado estadunidense-britânica-canadense baseado nos livros de Dr. Seuss. A série estreou no ar  as 9:00 horas da manhã em 6 de setembro de 2010 em PBS Kids nos Estados Unidos.
Quanto livros, incluindo um novo personagem chamado Nick, não aparece mais Conrad (somente na série original e no filme), foi esclarecido que o personagem não é mais seu. Protagonizado pelo mais renomado ator Henrique Belote
No Brasil o desenho é exibido no Discovery Kids.
Em Portugal estreou na RTP2 e mais tarde na SIC K.

## Personagens
Gatola da Cartola (Português brasileiro) / Gato da Cartola (Português europeu)
O Gato é uma personagem com muito estilo. Com sua esperteza e sorriso irônico, ele revela os truques e segredos da natureza. O Gato sabe exatamente como estimular a curiosidade, fornecendo as ferramentas para que as crianças aprendam a investigar e a entender as coisas. Na versão original é dublado pelo ator e comediante canadense Martin Short.
Nick (Português brasileiro) / Nico (Português europeu)
Nico é um verdadeiro aventureiro, um menino impulsivo e de grande imaginação. Adora contar histórias e conviver com os animais. Como seus pais (sua mãe é escultora, e seu pai, construtor), Nico gosta de construir e esculpir todo tipo de coisas.
Sally (Português brasileiro) / Sara (Português europeu)
Sara é sociável, criativa e analítica. Está sempre pronta a explorar as ideias fantásticas de Nico, seu vizinho e melhor amigo. Depois da escola, eles se encontram na casa da árvore ou no quintal para brincar. Sara também adora desenhar.
Coisa 1 e Coisa 2 
Coisa Um e Coisa Dois são duas criaturas infantis fascinadas pelo mundo à sua volta. Não falam como todo mundo, mas se fazem entender com acrobacias e palhaçadas. Vivem no porta-malas do carro do Gatola, de onde só saem para brincar. Em cada episódio, os dois ajudam o Gato a construir algo fantástico para resolver os problemas.
Peixe 
Peixe é o companheiro de viagem do Gato. Seu aquário fica no banco de trás do carro, bem onde Sally e Nick costumam sentar. Peixe os acompanha em cada aventura e conhece muito mais coisas que o Gatola. Distraído com suas aventuras, o felino nem sempre ouve suas palavras sábias.
Dublagem: Os personagens foram dublados por: Nos EUA: Martin Short, Alexa Torrington, Jacob Ewaniuk, Robert Tinkler, Tracey Hoyt, Heather Bambrick, Jeffrey Tambor. No Brasil: Wendel Bezerra, Flávia Narciso, Matheus Ferreira, Celso Alves, Adriana Pissardini. Em Portugal: Carlos Martins, Sandra de Castro, Carla Garcia, Guilherme Barroso, Erika Mota.

## Transmissão internacional
- PBS Kids
- CITV
- CBC Television
- Discovery Kids
- RTP2[7] e SIC K[8]